# اورتون (میزوری)
اورتون (به انگلیسی: Everton) یک شهر در ایالات متحده آمریکا است که در شهرستان دادی (میسوری) واقع شده‌است. اورتون ۰٫۹۱ کیلومتر مربع مساحت و ۳۱۹ نفر جمعیت دارد و ۳۳۲ متر بالاتر از سطح دریا واقع شده‌است.